# Augusta de Austria
Arhiducesa Auguste Ferdinande de Austria, Prințesă de Bavaria (1 aprilie 1825, Florența - 26 aprilie 1864, München) a fost fiica lui Leopold al II-lea, Mare Duce de Toscana și a primei lui soții, Maria Anna de Saxonia. A fost soția lui Luitpold, Prinț Regent al Bavariei și mama regelui Ludwig al III-lea al Bavariei.

## Biografie

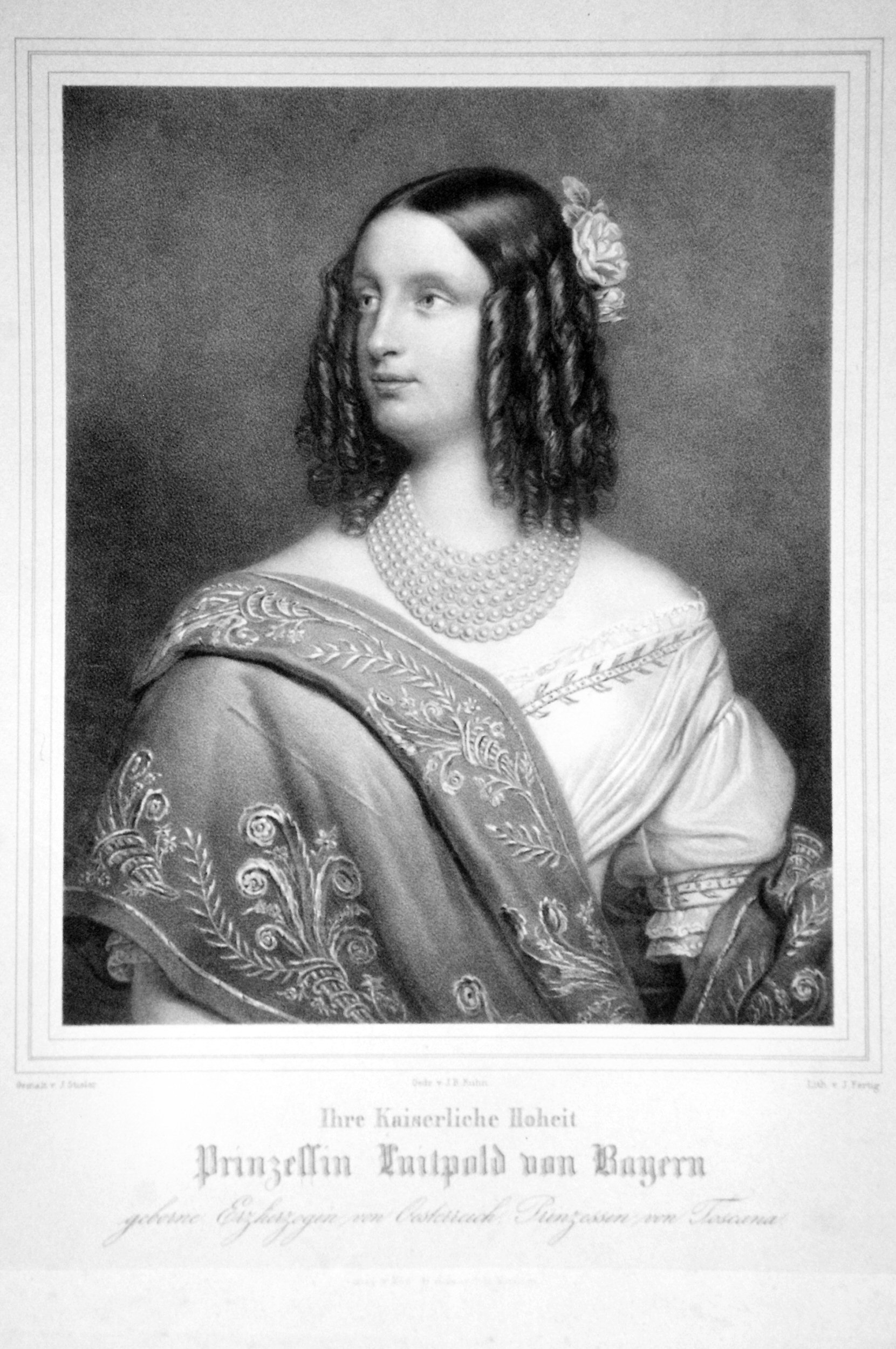
Prințesa Auguste Ferdinande de Austria

Auguste a fost unul din cei trei copii ai lui Leopold al II-lea, Mare Duce de Toscana și a primei lui soții, Maria Anna de Saxonia. Ea a fost sora vitregă mai mare a Marelui Duce Ferdinand al IV-lea de Toscana. A fost membră a linie directe atât din Ludovic al XIV-lea al Franței cât și din William Cuceritorul.
A fost crescută într-o religie catolică strictă și și-a dezvoltat interesul în arte și științe încă de timpuriu. Contemporanii au descris-o ca fiind înaltă și frumoasă.
La 15 aprilie 1844, ea s-a căsătorit cu Prințul Luitpold la Florența. Inițial. tatăl lui Luitpold, Ludwig I al Bavariei, s-a opus planului de căsătorie devreme ce Auguste arăta deja simptome de tuberculoză pulmonară înainte de căsătorie (boală de care va muri în cele din urmă la numai 39 de ani).
Ei au avut patru copii (cu care ea a vorbit întotdeauna în italiană), printre care și viitorul rege Ludwig al III-lea al Bavariei, iar Auguste a fost o puternică susținătoare pentru Luitpold în toate activitățile lui politice. În timpul Revoluției din 1848 ea a vorbit împotriva Lolei Montez (metresa regelui Ludwig I al Bavariei) și a căutat să izoleze opozanții monarhiei.
Copiii ei cu Luitpold au fost:
- Ludwig al III-lea (1845–1921), rege al Bavariei, s-a căsătorit cu Arhiducesa Maria Theresia de Austria-Este (1849–1919)
- Leopold (1846–1930), căsătorit cu Arhiducesa Gisela de Austria (1856–1932)
- Therese (1850–1925)
- Arnulf (1852–1907), căsătorit cu Prințesa Therese de Liechtenstein (1850–1938)

După moartea ei Luitpold nu s-a mai recăsătorit. 